# Deuxième guerre servile

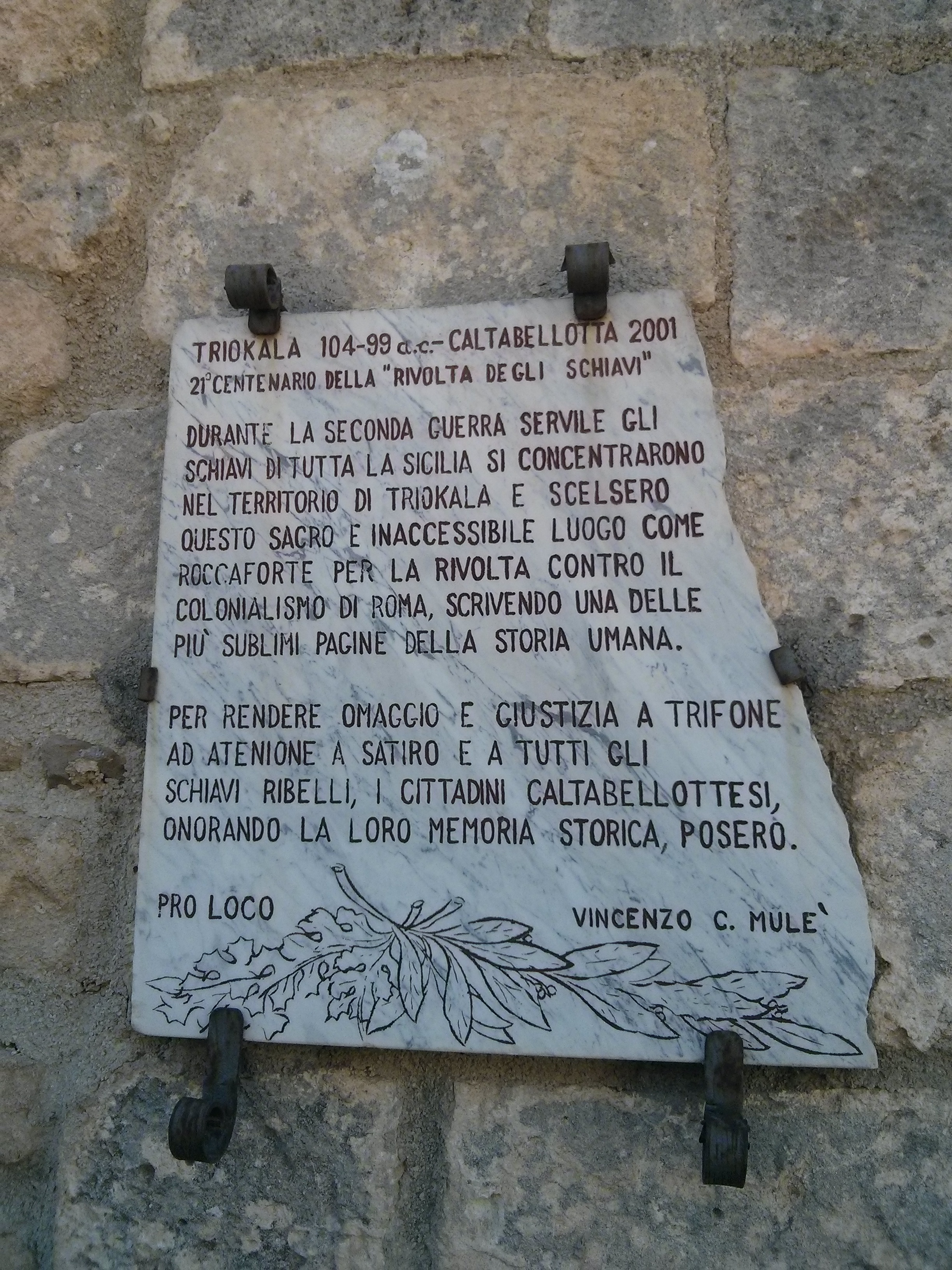
Plaque commémorative en mémoire de la deuxième guerre servile

La deuxième guerre servile est une révolte d'esclaves survenue en Sicile, alors province romaine, entre 104 et 100 av. J.-C.. Le soulèvement fut dirigé par un ancien esclave oriental, Salvius Tryphon, qui tenta d'établir un royaume hellénistique, au détriment de la République romaine.
La répression de la révolte fit environ 20 000 morts.

## Contexte
Ce sont des circonstances extérieures qui sont à l'origine de la seconde guerre servile. Les Cimbres et les Teutons, peuples germaniques, arrivés en Gaule narbonnaise, menacent l'Italie. Marius, qui obtient son second consulat en 104, est chargé de faire face à cette menace. Dans le but de renforcer l'armée romaine, il fait appel aux alliés de Rome outre-mer. Nicomède, roi de Bithynie, refuse, au motif que la plupart de ses sujets ont été réduits en esclavage par les publicains romains. Les gouverneurs des provinces ont alors ordre de rechercher les alliés illégitimement privés de leur liberté.
En Sicile ce sont huit cents esclaves qui se présentent devant le propréteur qui gouverne l'île, Licinius Nerva. Ce dernier accueille dans un premier temps favorablement leur demande. Mais sous la pression des grands propriétaires terriens et des chevaliers — qui font partie des tribunaux susceptibles de juger les gouverneurs de province et qui pour certains doivent leur richesse au commerce d'esclaves –, Licinius Nerva renvoie ensuite les esclaves à leurs maîtres.

## La révolte
Dans ces circonstances, plusieurs foyers de révoltes indépendants éclatent en Sicile. Les esclaves auxquels Licinius Nerva a refusé leur liberté se regroupent dans le sanctuaire des dieux Paliques, près de Léontinoi. Dans la région d'Halicyae trente esclaves assassinent leurs maîtres et, leur nombre porté à deux cents, se réfugient dans une place-forte naturelle ; grâce à une trahison, Licinius Nerva en vient à bout. Dans la région d'Héraclée, un nommé Salvius, devin et musicien, prend la direction de la révolte. Dans la région des pâturages situés entre Lilybée et Ségeste, un Cilicien, Athénion, astrologue, invoquant une prédiction qui le destine à la royauté, se met à la tête des esclaves.
Salvius met le siège devant Morgantina. Licinius Nerva, venu au secours de la ville avec dix mille hommes, est défait. Salvius lève toutefois le siège, après que les esclaves de Morgantina eurent refusé de changer de camp. Il se rend alors au sanctuaire des dieux Paliques, avec ses trente mille hommes, et se fait proclamer roi sous le nom de Tryphon, nom d'un usurpateur de Syrie. Athénion fait allégeance à Tryphon, ce qui fait de ce dernier le chef de l'ensemble des esclaves révoltés. Triocala est choisie comme capitale du nouveau royaume, organisé comme celui d'Eunous lors de la première guerre servile sur le modèle hellénistique.
Deux préteurs, Licinius Lucullus et Caius Servilius, envoyés successivement par Rome en 103 et 102, échouent contre l'armée servile, ce qui leur vaut une condamnation à l'exil à leur retour à Rome. Salvius étant mort, peut-être de maladie, Athénion lui succède. La situation change après la victoire de Marius contre les Teutons et les Cimbres. Le consul Manius Aquillius, qui dispose alors de meilleures troupes, intervient en Sicile en 100 av. J.-C. Il tue Athénion en combat singulier. Un dernier groupe d'un millier d'hommes résiste sous les ordres de Satyros ; défaits, ils sont envoyés comme gladiateurs à Rome mais préfèrent se suicider avant leur premier combat dans l'arène.